# Miejska sieć elektroenergetyczna
Miejska sieć elektroenergetyczna (MSE) - jest to sieć elektroenergetyczna zasilająca odbiory komunalno-bytowe i przemysł znajdujący się na terenie miast. W skład sieci miejskich mogą wchodzić sieci nn, SN i 110 kV. Występują one jednocześnie na tym samym terenie, jakby nakładając się na siebie. Na strukturę tych sieci decydujący wpływ mają wielkości i gęstość rozmieszczenia odbiorców. Można więc powiedzieć, że o tym, jak jest zbudowana sieć miejska decyduje gęstość obciążenia, rodzaj odbiorów ze względu na wymaganą pewność zasilania oraz struktura urbanistyczna rejonów miasta. 